# Люнгбю-Торбек (коммуна)
Люнгбю-Торбек (дат. Lyngby-Taarbæk Kommune) — датская коммуна в составе регионе Ховедстаден. Площадь — 38,88 км², что составляет 0,09 % от площади Дании без Гренландии и Фарерских островов. Численность населения на 1 января 2008 года — 51 449 чел. (мужчины — 24 657, женщины — 26 792; иностранные граждане — 3516).
В состав коммуны входят Конгенс-Люнгбю (Kongens Lyngby), Ульриккенборг (Ulrikkenborg), Торбек (Taarbæk), Вирум (Virum), Соргенфри (Sorgenfri), Лунттофте (Lundtofte), Йортекер (Hjortekær).

## Железнодорожные станции
- Бреде (Brede)
- Фуглевад (Fuglevad)
- Люнгбю Локаль (Lyngby Lokal)
- Люнгбю (Lyngby)
- Нёргорсвай (Nørgaardsvej)
- Эрхольм (Ørholm)
- Раунхольм (Ravnholm)
- Соргенфри (Sorgenfri)
- Вирум (Virum)

## Изображения

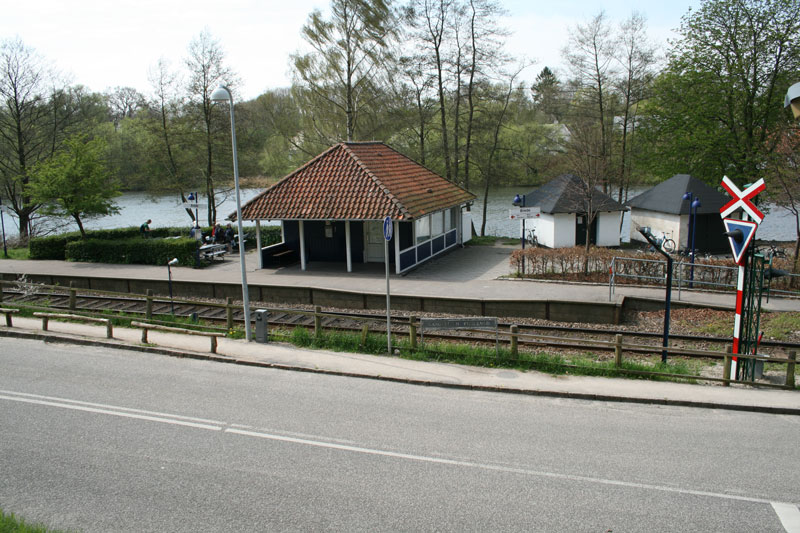
Бреде
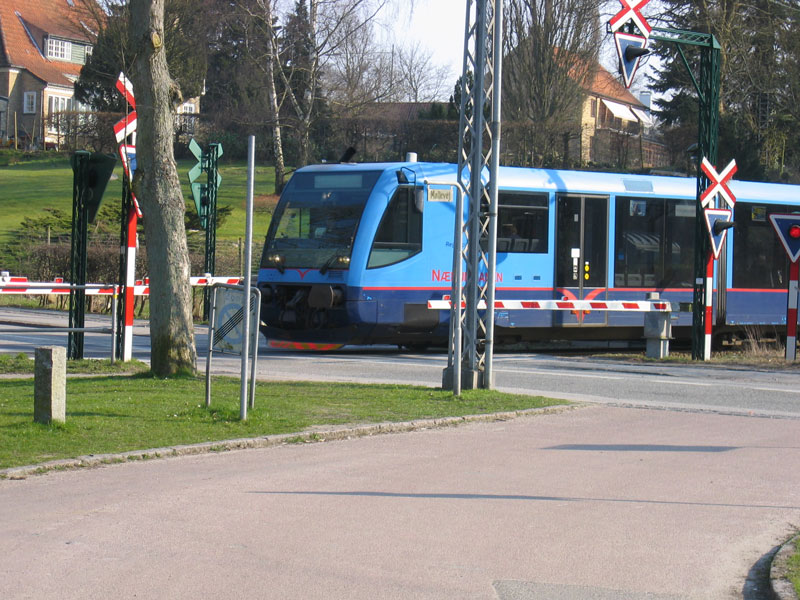
Фуглевад
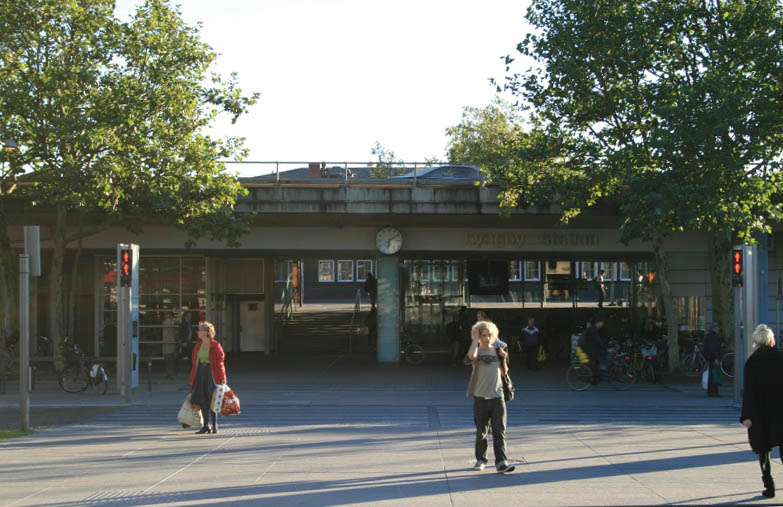
Люнгбю
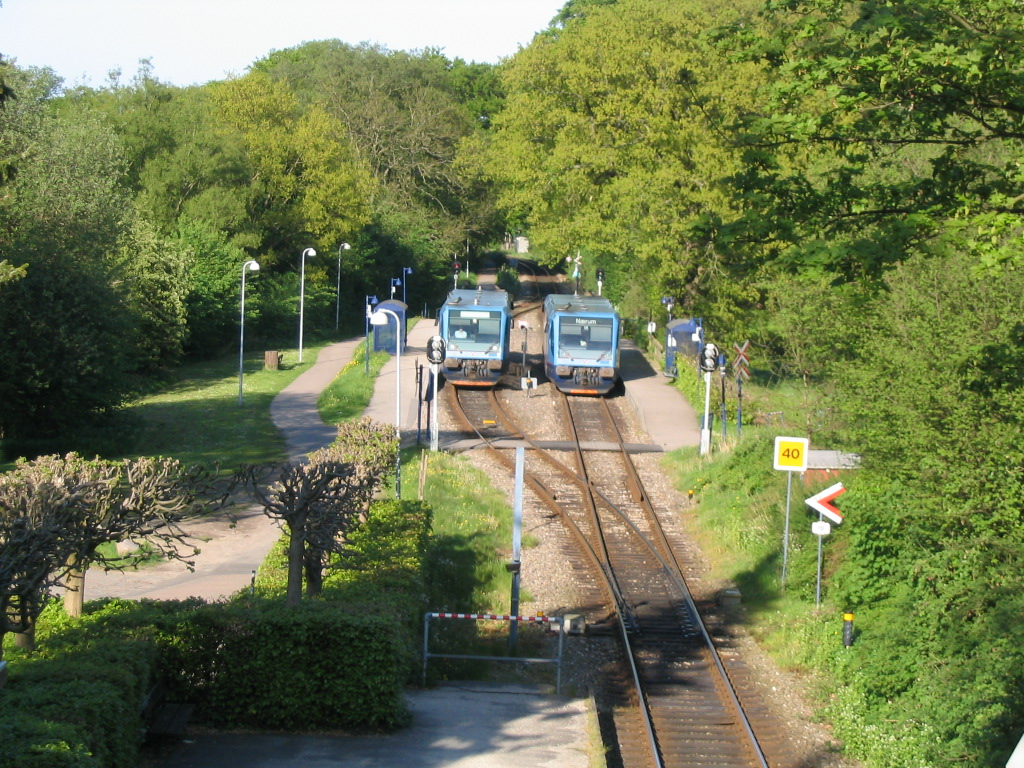
Эрхольм